# Morgan Thorpe
Pour les articles homonymes, voir Thorpe.
Morgan Thorpe (fl.  1914-1928) est un acteur américain, actif pendant la période du muet.

## Filmographie partielle
- 1914 : The Better Man de William Powers
- 1914 : The Last of the Hargroves de John H. Collins
- 1914 : The Sign of the Cross (en) de Frederick A. Thomson
- 1915 : The Wolf of Debt de Jack Harvey
- 1915 : A Tribute to Mother de Raymond L. Schrock
- 1916 : In the Name of the Law d'Eugene Nowland
- 1917 : The Last Sentence de Ben Turbett
- 1917 : Daughter of Maryland de John B. O'Brien
- 1919 : The Great Romance d'Henry Otto
- 1919 : Kathleen Mavourneen de Charles Brabin
- 1920 : Respectable by Proxy de J. Stuart Blackton
- 1920 : The House of the Tolling Bell de J. Stuart Blackton
- 1921 : The Rich Slave de Romaine Fielding (en)
- 1924 : The Pilgrims d'Edwin L. Hollywood
- 1928 : L'honneur commande (Freedom of the Press) de George Melford